# Harmonic
Harmonic – debiutancki album studyjny grupy Philm, który został wydany 15 maja 2012 roku, przez należącą do Mike Patton'a wytwórni Ipecac Recordings.

## Lista utworów
Opracowano na podstawie materiału źródłowego.
1. „Vitriolize” – 4:29
2. „Mitch” – 3:24
3. „Hun” – 3:25
4. „Area” – 3:52
5. „Way Down” – 5:43
6. „Harmonic (instrumental)” – 3:13
7. „Exuberance (instrumental)” – 7:25
8. „Sex Amp” – 2:53
9. „Amoniac” – 5:06
10. „Held in Light” – 3:30
11. „Dome” – 3:46
12. „Killion (instrumental)” – 3:35
13. „Mezzanine (instrumental)” – 3:22
14. „Mild” – 4:20
15. „Meditation” – 4:11

## Twórcy
Opracowano na podstawie materiału źródłowego.

- Pancho Tomaselli – gitara basowa, pianino
- Dave Lombardo – perkusja, produkcja, inżynieria dźwięku
- Gerry Nestler – gitara, wokal, pianino
- Sergio Rios – nagrywanie (utwór 12)
- Piers Baron – nagrywanie (utwór 13)
- Barbara Gibbs – tłumaczenie tekstu (utwór 15)
- Mackie Osbourne – layout